# Agrios (zoon van Odysseus)
Agrios (Oudgrieks: Ἄγριος - wild, woest; heftig; wreed) is in de Griekse mythologie een van de zonen van Circe en Odysseus. Tijdens het verblijf van Odysseus bij Circe baart zij Latinos, Agrios en Telegonos. Dit gegeven wordt niet vermeld door Homerus en komt alleen voor in Theogonia van de Griekse auteur Hesiodos.
Agrios - dat 'de wilde man' betekent - wordt in verband gebracht met de Tyrsenoi, ofwel de Etrusken. Hij zou samen met zijn broer Latinos over hen hebben geheerst.